# Sespenroth

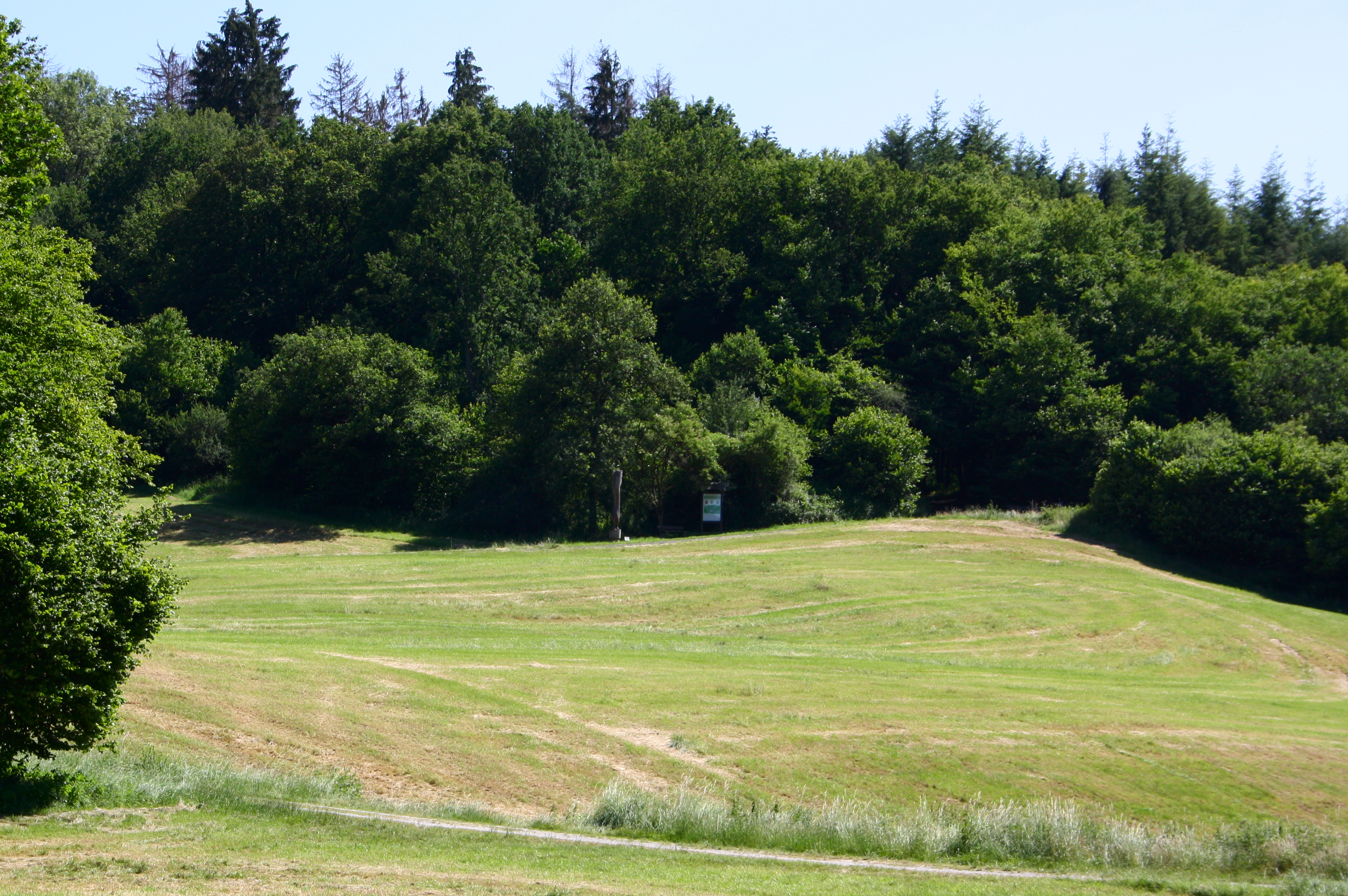
Wüstung Sespenroth

Sespenroth ist eine Wüstung südöstlich des heutigen Montabaurer Stadtteils Reckenthal. Die Gemeinde Sespenroth bestand bis 1853 und gehörte zuletzt zum Amt Wallmerod im Herzogtum Nassau. Sespenroth lag im Westen der heutigen Gemarkung Heilberscheid. Heute erinnert auf der Wüstung nur noch eine Gedenktafel an das ehemalige Dorf.

## Geographische Lage

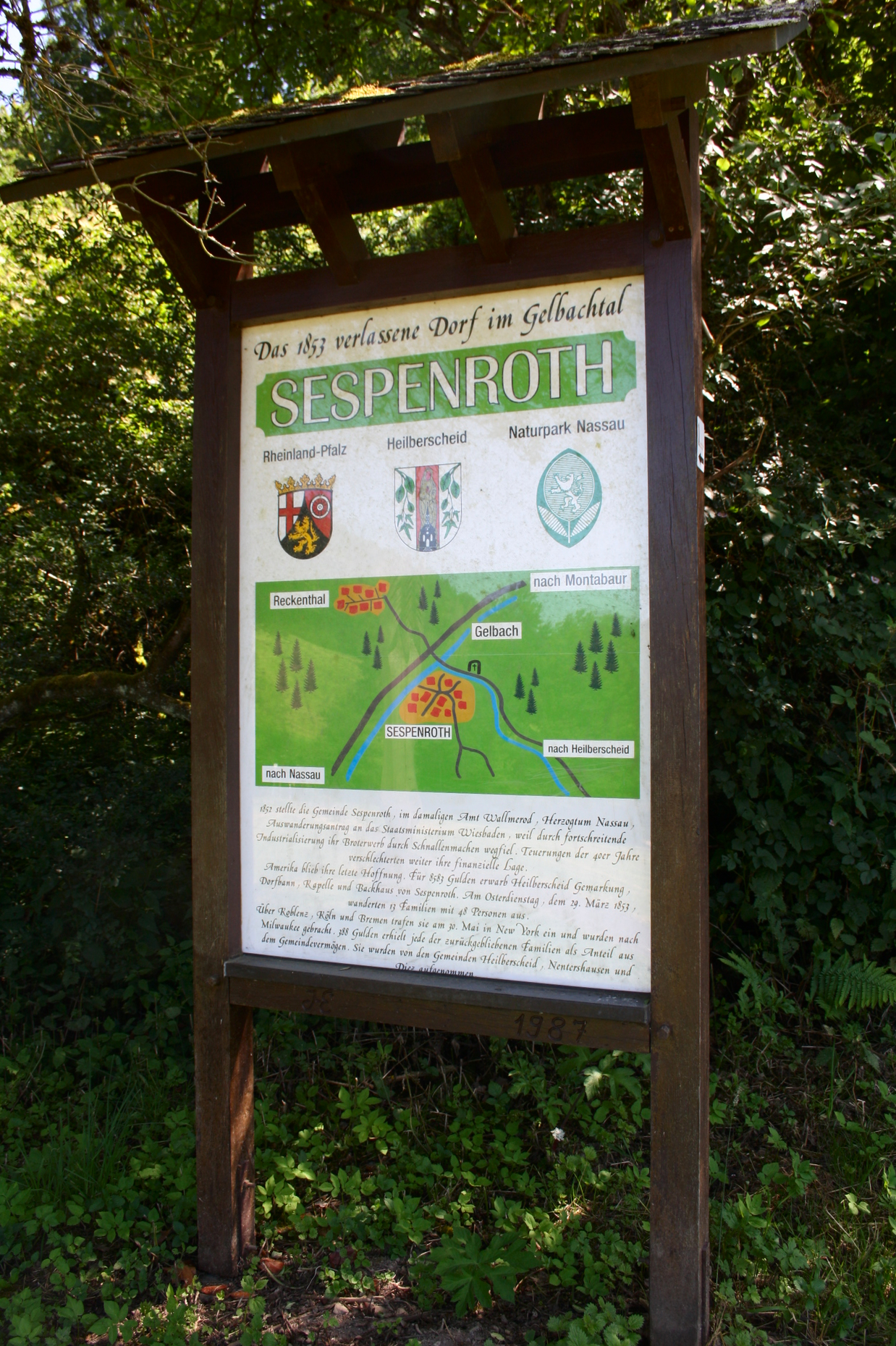
Hinweistafel

Sespenroth lag in einem linken Seitental des Gelbachs auf einer Höhe von etwa 200 m ü. NN. Der Ort Heilberscheid ist etwa 1,6 Kilometer entfernt, Reckenthal nur etwa 500 Meter. 

## Geschichte

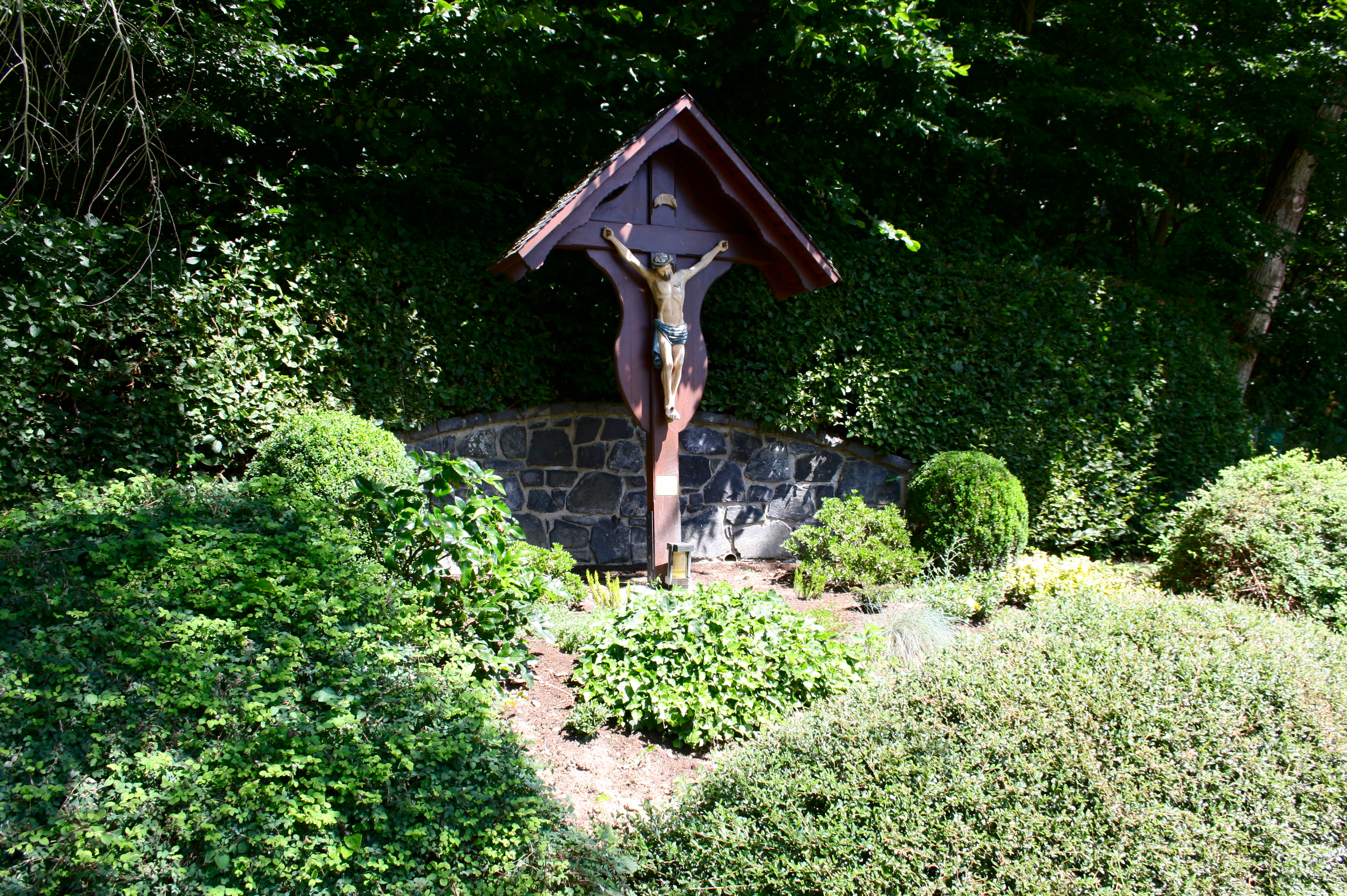
Wegekreuz

Sespenroth wurde 1392 erstmals erwähnt und war Teil des Kirchspiels Nentershausen. Im 16. Jahrhundert wird eine Größe von vier Feuerstellen genannt. Nach dem Dreißigjährigen Krieg war der Ort unbewohnt. 1853 werden 60 Einwohner genannt.
Eine Auswanderungswelle aus dem damaligen Herzogtum Nassau erstreckte sich insbesondere auf die Jahre 1817 bis 1854. Nachdem 1842 im Schloss Wiesbaden-Biebrich der Texasverein gegründet wurde, entschlossen sich auch viele Westerwälder zur Besiedlung von Texas und waren bei der Begründung von Fredericksburg (Texas) im Jahre 1846 beteiligt. So entschieden sich auch fast alle Einwohner der Gemeinde Sespenroth 1852 nach Amerika überzusiedeln und verkauften oder verpfändeten ihr Hab und Gut. Zu der Zeit lebten 76 Personen in 19 Familien in Sespenroth, das Dorf hatte elf Häuser, eine Kapelle und ein Backhaus.
Am Osterdienstag, dem 29. März 1853, brachen 13 Familien mit 48 Personen über Koblenz und Köln nach Bremen auf. Von Bremen fuhren die Auswanderer am 11. April 1853 mit der Brigg Leander nach New York, wo sie am 30. Mai 1853 ankamen. Im Juni 1853 erreichten sie ihre neue Heimat in Milwaukee im amerikanischen Bundesstaat Wisconsin.
Vier Familien, die nicht auswanderten, wurden in umliegende Dörfer umgesiedelt. Die Gebäude des Dorfs wurden eingerissen. Der Gemeinde Heilberscheid wurde die Gemarkung zugeschlagen. Sie kaufte auch das Sespenrother Gemeindeland.